# Ten Thousand Saints
Pour plus de détails, voir Fiche technique et Distribution.
Ten Thousand Saints est un film américain coécrit et coréalisé par Shari Springer Berman et Robert Pulcini, sorti en 2015.

## Synopsis
Dans les années 1980, un jeune provincial, fils adoptif de hippies, découvre New York et le mouvement punk.

## Fiche technique
- Titre original : Ten Thousand Saints
- Réalisation : Shari Springer Berman et Robert Pulcini
- Scénario : Shari Springer Berman et Robert Pulcini et Eleanor Henderson d'après son roman Alphabet City
- Direction artistique : Stephen Beatrice
- Décors :
- Costumes : Suttirat Anne Larlarb
- Montage :
- Musique :
- Photographie : Ben Kutchins
- Son :
- Production : Luca Borghese, Anne Carey, Amy Nauiokas, Celine Rattray et Trudie Styler
- Sociétés de production :
- Sociétés de distribution :
- Pays d'origine : États-Unis
- Langue originale : Anglais
- Format : couleur - 2,35:1 - son Dolby numérique
- Genre : Drame
- Durée : 113 minutes
- Dates de sortie :
  -  États-Unis : 23 janvier 2015 (Festival du film de Sundance 2015)
  -  France : 7 mars 2017 en vidéo

## Distribution
- Hailee Steinfeld : Eliza
- Ethan Hawke : Les
- Emile Hirsch : Johnny
- Asa Butterfield : Jude
- Julianne Nicholson : Harriet
- Emily Mortimer : Diane
- Avan Jogia (VF: Alan Aubert) : Teddy

## Distinctions

### Nominations et sélections
- Festival du film de Sundance 2015 : sélection Premieres